# Psectra maculosa
Psectra maculosa är en insektsart som först beskrevs av Carpenter 1961.  Psectra maculosa ingår i släktet Psectra och familjen florsländor. Inga underarter finns listade i Catalogue of Life.